# Fulminsav
A fulminsav egyértékű ásványi sav. Az izociánsav ( H-N=C=O), a ciánsav ( H-O-C≡N), valamint az izofulminsav ( H-O-N+≡C-) izomerje.
Vizes közegben disszociál, sói a fulminátok.

## Előállítása
Aldoximok vagy ketoximok pirolízisével állítható elő.

## Fordítás
Ez a szócikk részben vagy egészben  a   Fulminic Acid című angol Wikipédia-szócikk ezen változatának fordításán alapul.  Az eredeti cikk szerkesztőit annak laptörténete sorolja fel. Ez a jelzés csupán a megfogalmazás eredetét és a szerzői jogokat jelzi, nem szolgál a cikkben szereplő információk forrásmegjelöléseként.